# المجلس الملكي الاستشاري للشؤون الصحراوية
المجلس الملكي الاستشاري للشؤون الصحراوية يعرف اختصارا باسم الكوركاس هي لجنة استشارية للحكومة المغربية بشأن الصحراء الغربية والطرف المسؤول عن تنمية منطقة الصحراء الغربية والتفاوض مع البوليساريو بتنسيق مع وزارة الخارجية المغربية. تأسس في عهد الملك محمد السادس أوائل عام 2006 بعد خطة الحكم الذاتي الجديدة التي اقترحها المغرب لتحل محل خطة بيكر.
عارضت جبهة البوليساريو خطة الحكم الذاتي المغربية وطالبت بإجراء استفتاء واستقلال.

## التشكيل
يضم الكوركاس 141 عضو معظمهم من السياسيين الصحراويين المغاربة وزعماء القبائل. عين الأعضاء من قبل ملك المغرب وهم يدعمون مطالبة المغرب بالصحراء الغربية. كان خليلي ركيبي (وهو والد زعيم جبهة البوليساريو الراحل ورئيس الجمهورية العربية الصحراوية الديمقراطية محمد عبد العزيز) عضوًا في كوركاس حتى وفاته في عام 2017.
يرأس الكوركاس خليهن ولد الرشيد وهو أيضا مؤسس حزب الاتحاد الوطني الصحراوي [الإنجليزية] عام 1974 الذي دعم الاستعمار الأسباني للصحراء الإسبانية. بعد رحيل الأسبان في عام 1975 وحل حزب الاتحاد الوطني الصحراوي، تعهد ولد الرشيد بالولاء لملك المغرب في ذلك الوقت الحسن الثاني وساعد في تنظيم المسيرة الخضراء، لذا فهو مدافع نشط عن مطالبة المغرب بالصحراء الغربية.

## مهام المجلس الأساسية
مهام المجلس الأساسية ثلاثة هي:
- الدفاع عن مغربية الصحراء.
- التفاوض مع البوليساريو حول ملف الحكم الذاتي للصحراء.
- المساهمة في التنمية الاقتصادية والاجتماعية بالأقاليم الجنوبية.
- صيانة خصوصيات الصحراء الثقافية في نطاق الهوية الوطنية الموحدة الغنية بتعدد روافدها.

## صلاحيات المجلس
تم تمكين المجلس من صلاحيات للنهوض بهذه المهام:

### مهمة استشارية
إبداء الرأي في القضايا الكبرى التي يستشيره فيها الملك محمد السادس.
وإنجاز المهام المسندة إليه.

### قوة اقتراحية
النهوض بأوضاع الشباب والمرأة والتعبير عن طموحاتهم عبر إنعاش التربية والتكوين والتشغيل.
تقوية التضامن الجهوي والوطني وتعزيز حقوق الإنسان في نطاق سيادة القانون وكذا صيانة الخصوصيات الثقافية للمنطقة.
العمل على عودة واندماج الصحراويين بمخيمات اللاجئين قرب تيندوف.
التعريف بعدالة قضية الوحدة الترابية للمملكة في نطاق دبلوماسية موازية فاعلة.
رفع تقرير سنوي عن حصيلة وآفاق عمل المجلس.

## تركيبة المجلس
يرى البعض أن تركيبة المجلس 141 عضوا (127 ذكور) (14 إناث) ذات مصداقية وتمثيلية وفعالية، منفتحة على مختلف المكونات الاجتماعية والفعاليات السياسية والاقتصادية والجمعوية من بينها: البرلمانيون ورؤساء المجالس الجهوية ورؤساء المجالس الإقليمية ورؤساء الغرف المهنية للأقاليم الجنوبية خلال مدة انتدابهم.